# Zygostates leptosepala
Zygostates é um género botânico pertencente à família Orchidaceae.
Trata-se de uma erva epífita, sendo uma planta muito pequena, de cerca de 20 mm de altura encontrada em ramos terminais de árvores altas. Foi encontrada num galho de árvore caído que não foi identificada. Até agora é conhecida apenas pelo material tipo.
Distingue-se das espécies semelhantes Z. multiflora (Rolfe) Schltr. e Z. alleniana Kraenzl. pelas seguintes caracterìsticas:
hábito: mais delicado, as menores plantas do gênero
flores: sépalas alongadas e mais estreitas, as pétalas largamente unguiculadas, que têm uma quilha longitudinal distinta na face adaxial, labelo plano, ligulado-espatulado, curvado em direção ao ápice e da coluna, e os apêndices laterais pequenos em forma de dedo na base da coluna, labelo é plano, ligulado-espatulado, curvado para cima em direção ao ápice.

## Taxonomia
Zygostates leptosepala (Senghas) Toscano foi encontrada pelo botânico alemão Karlheinz Senghas, que a publicou em 1994, e reclassificada pelo brasileiro engenheiro florestal Antonio Luiz Vieira Toscano de Brito e pelo botânico Ludovic Jean Charles Kollmann através do artigo  Zygostates leptosepala: a new species in the Subtribe Ornithocephalinae (Orchidaceae) from Brazi, publicado em 1997.
Nome correto:
Zygostates linearisepala (Senghas) Toscano
Sinônimo:
Dipteranthus linearisepalus Senghas
Zygostates leptosepala Toscano & L.Kollman

## Distribuição geográfica
Encontrada em Florestas Ombrófilas da Mata Atlântica montana (Barros et al., 2012), é espécie endêmica do Espírito Santo (Barros et al., 2012), conhecida apenas pelo material tipo (Brito; Kollman, 1997). A coleta foi feita originalmente em 16 de janeiro de 1989 e floresceu em cultivo em Santa Teresa/ES, Valão de São Lourenço, Estação Biológica Caixa D'água.

## Conservação
Espécie encontra-se Criticamente em perigo (CR) e está na Lista vermelha da flora do Espírito Santo (Simonelli; Fraga, 2007). A espécie apresenta uma área de ocupação (AOO) de 4 km², e está submetida a ameaça. Em razão do desmatamento no município de Santa Teresa/ES, 80% da sua cobertura original de Mata Atlântica perdida, está ocorrendo um declínio da qualidade e da extensão do habitat da orquídea, reduzindo o número de indivíduos maduros.

## Morfologia
Raiz: diversas, teretes, flexuosas, de superfície glabra;
Caules pseudobulbo ovóide ou elipsóide, de cerca de 2,0 x 2,5 mm, unifoliado; rizoma inconspícuo
Folhas lanceolada a linear-lanceoladas, de cerca de 15 x 2,5 mm, com ápice agudo e pecíolos;
Inflorescência: raque glabra; cerca de 10 a 30 mm de comprimento, de 2 a 5 flores;
Flor: pétalas brancas, de cerca de 3 x 2,3 mm, obovadas, de margens irregulares, provida de um calo na face adaxial, ápice obtuso; sépala dorsal branca linear-espatulada, ápice obtuso, de margens irregulares levemente crenuladas; sépalas laterais brancas, espatuladas, ápice obtuso, margens crenuladas; labelo branco de forma quadrada, ligulado-espatulado, ápice truncado e margem inteira; disco com calosidade verde, claviforme, glandular-tricomatoso na base; coluna ereta, provida na base de dois apêndices laterais, lineares; cavidade estigmática pequena, ovada; rostelo reto em direção ao labelo; ápice da coluna com margem inteira.